# فرای‌کور
فرای‌کور (به آلمانی: Freikorps) نیروهای داوطلب شبه نظامی آلمانی ضد کمونیستی بودند که از سده هجدهم تا اوایل سده بیستم وجود داشتند. فرای‌کور در زمان جنگ هفت ساله و توسط فریدریش دوم و به منظور مقابله با نیروهای خارجی به ویژه روس‌ها ایجاد شد و بعدها اغلب به منظور مبارزه با کمونیسم مورد استفاده قرار می‌گرفت. سربازان فرای‌کور اغلب به روش جنگ چریکی مبارزه می‌نمودند.